# Reducción de Evans–Saksena
La reducción de Saksena-Evans es una reducción diastereoselectiva de β-hidroxicetonas a los correspondientes anti-dialcoholes, empleando el reactivo triacetoxiborohidruro de tetrametilamonio (Me4NHB(OAc)3). La reacción fue descrita por primera vez por Anil K. Saksena en 1983 y desarrollada por David A. Evans en 1987.

Esquema para la reducción de Evans-Saksena

Se cree que la reacción transcurre a través del estado de transición del anillo de 6 miembros que se muestra a continuación. El suministro de hidruro intramolecular proporcionado por el agente reductor de boro fuerza a que la reducción proceda por la cara opuesta del β-alcohol quelante, determinando así la diastereoselectividad.

Estado de transición para la reducción de Evans-Saksena que muestra el motivo de la diastereoselectividad observada

Esto puede contrastarse con la reducción de Narasaka-Prasad, la cual emplea de manera similar un agente quelante de boro pero experimenta una liberación de hidruro intermolecular, favoreciendo el producto syn-diol correspondiente.
Desde entonces, la reducción de Saksena-Evans se ha utilizado en la síntesis de varios productos, en particular las briostatinas.